# Yumura Onsen
Yumura Onsen (jap. 湯村温泉) – kurort z gorącymi źródłami, nad rzeką Haruki, należący administracyjnie do miasta Shin-Onsen w północno-zachodniej części prefektury Hyōgo, w Japonii.
Te gorące źródła zostały odkryte około 1150 lat temu, prawdopodobnie w 848 roku przez Ennina (794–864), mnicha, podróżnika, filozofa.
Woda ze źródła „Arayu” ma temperaturę 98 °C i jest znana jako najgorętsza w Japonii. Popularne jest, jak w innych źródłach, gotowanie w nim jajek. W Yumura Onsen narodziło się „arayu tofu”.
Woda jest bezbarwna i przezroczysta, lekko alkaliczna (pH 7,29), bardzo łagodna dla skóry, prawie nie ma zapachu ani smaku. Jednak w ustach ma syropowatą konsystencję, która pochodzi z naturalnej zawartości wodorowęglanu sodu. Warzywa po ugotowaniu stają się smaczniejsze.

## Galeria

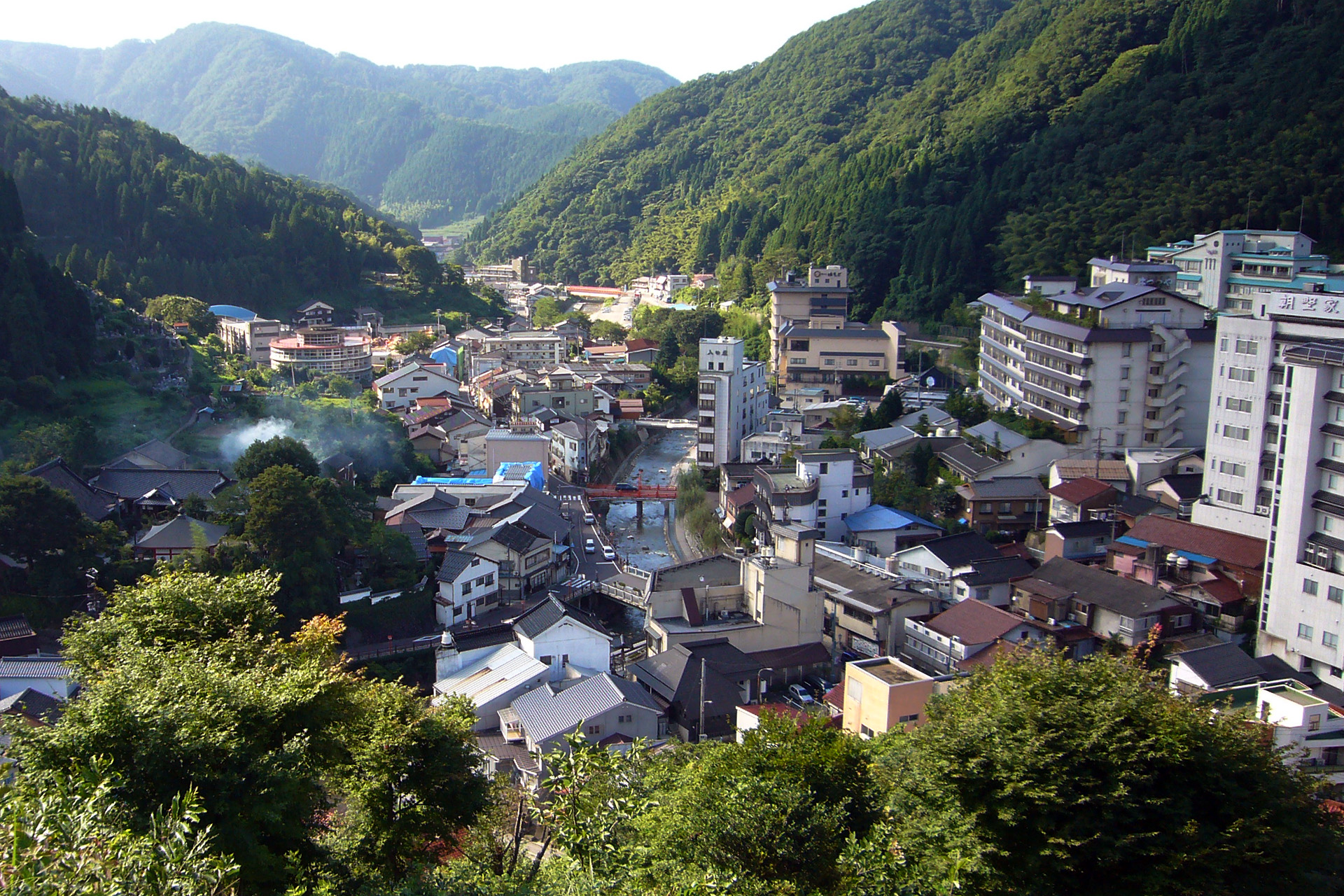
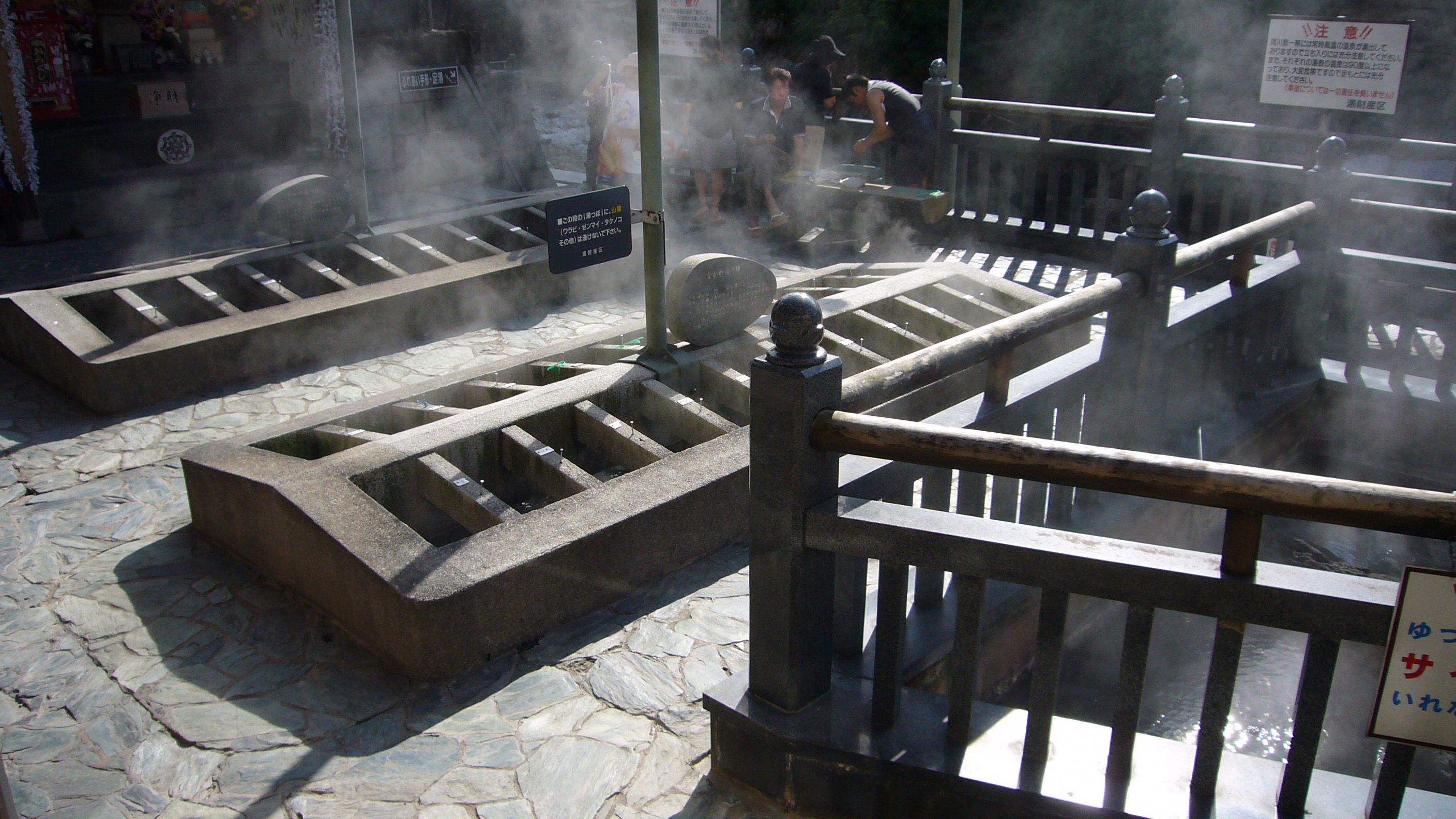
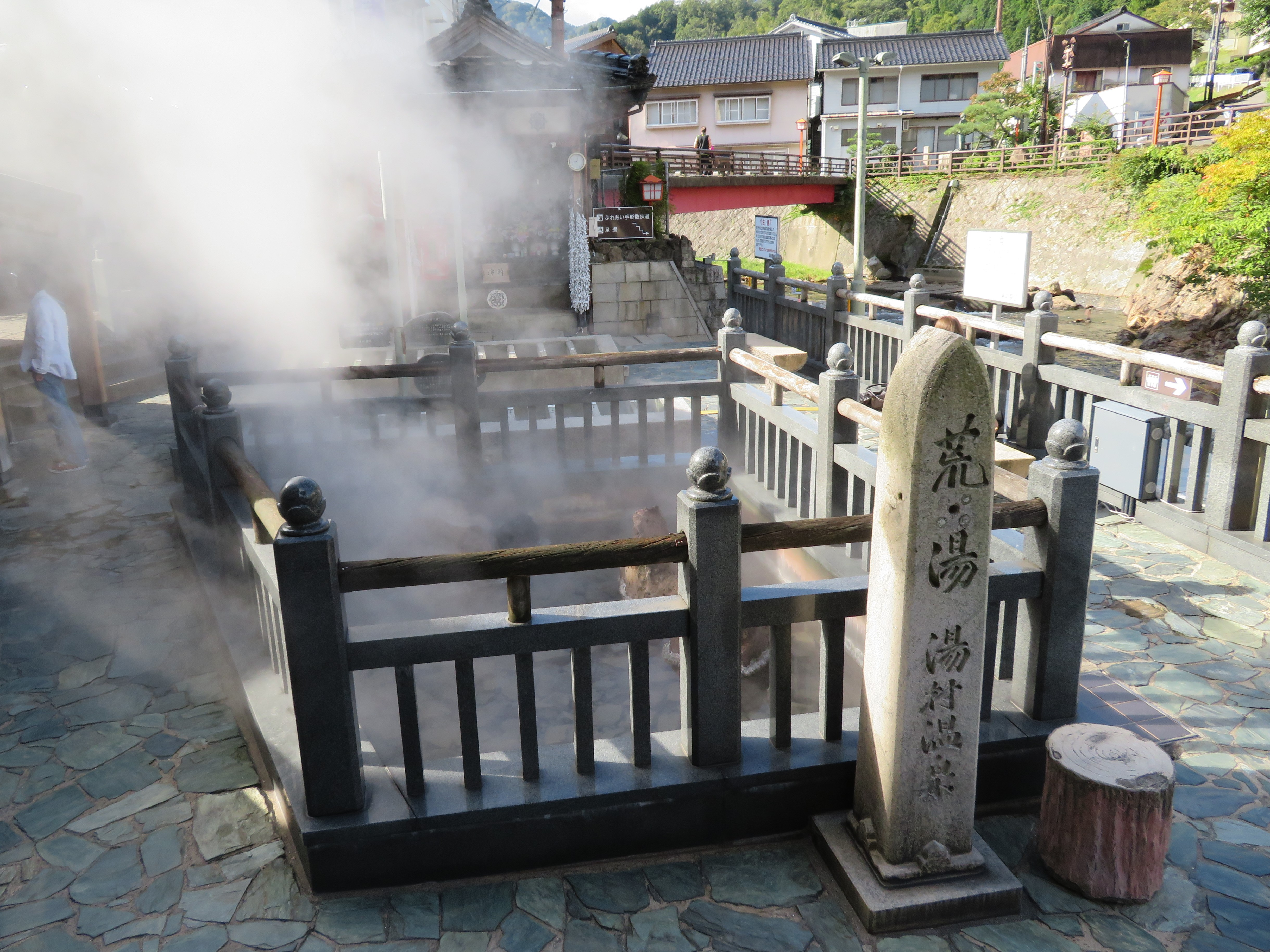
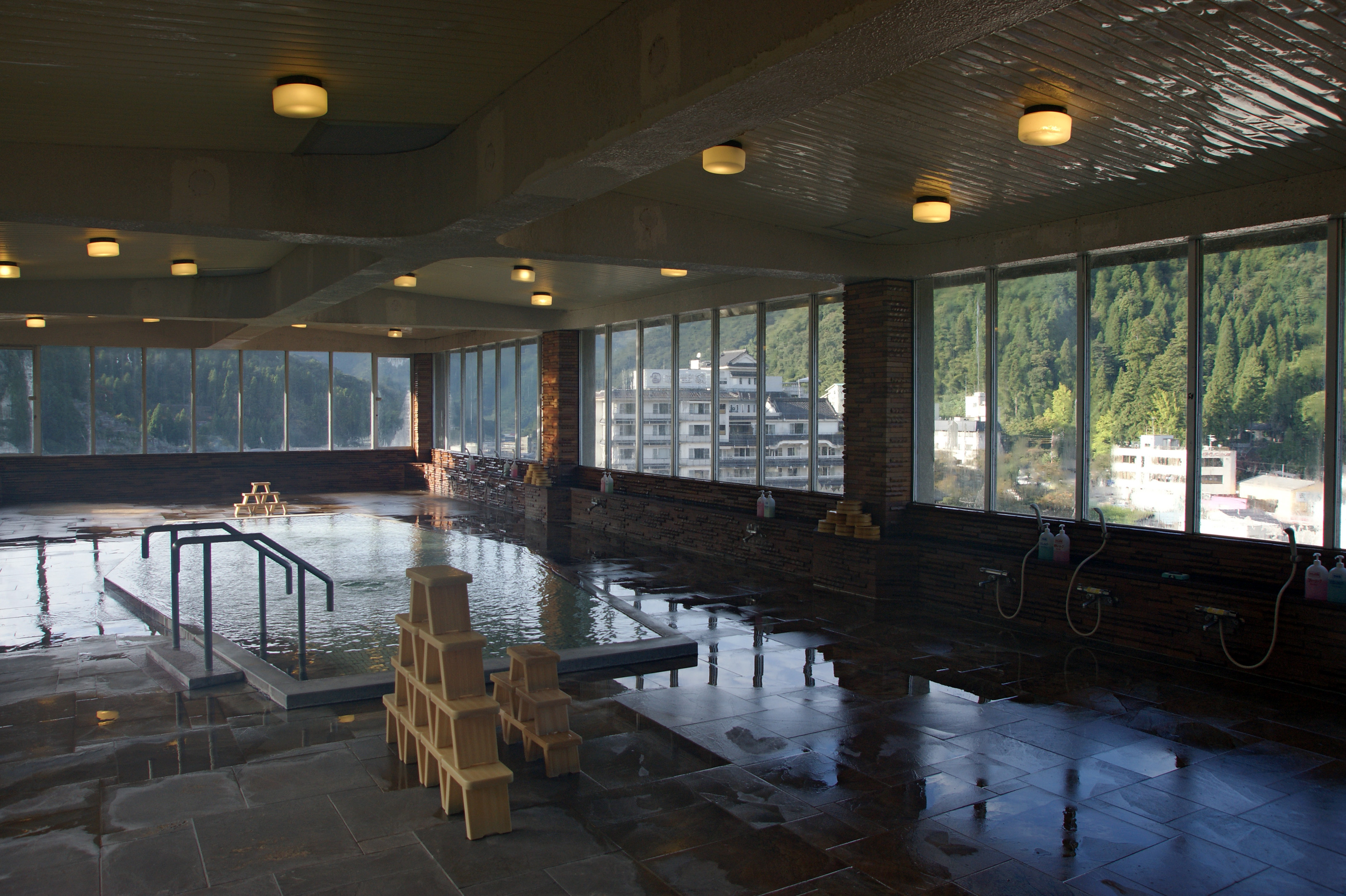
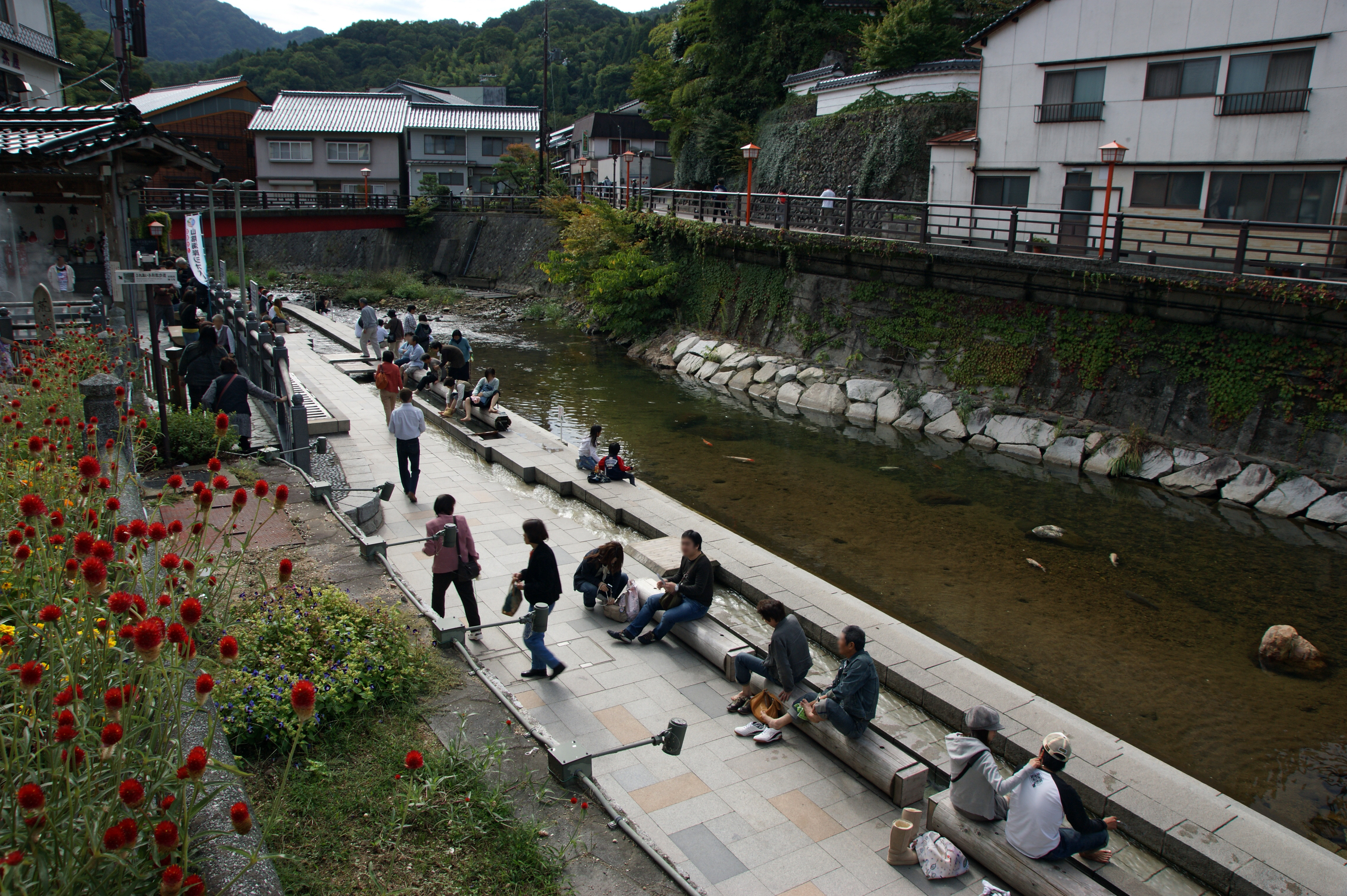